# Distritos de cidades da Suécia
Distrito de cidade são subdivisões dos municípios de Estocolmo, Gotemburgo e Malmö. Em sueco, eles são conhecidos como stadsdelsnämndsområden em Estocolmo (literalmente quarter áreas periféricas) e stadsdelar (literalmente quarters) em Gotemburgo e Malmö. Ocasionalmente, eles são incorrectamente referidos como boroughs (bairros) em Inglês. Distrito de cidade forma unidades administrativas dentro da cidade maior, com periferias que são responsáveis pela área local.
Distritos de cidades são responsável pelas creches, escolas e cuidados geriátricos dentro de suas áreas geográficas, bem como locais culturais e atividades recreativas.